# Drimys parviflora
Drimys parviflora är en tvåhjärtbladig växtart som beskrevs av Henry Nicholas Ridley. Drimys parviflora ingår i släktet Drimys och familjen Winteraceae. Inga underarter finns listade.